# 1943
Het jaar 1943 is een jaartal volgens de christelijke jaartelling.

## Gebeurtenissen
januari
- 14 - Conferentie van Casablanca: De Britse premier Winston Churchill en de Amerikaanse president Franklin Roosevelt, houden in de Marokkaanse stad Casablanca een conferentie. Hierbij eist Roosevelt de onvoorwaardelijke overgave van Duitsland, Italië en Japan. Tevens komt de invasie van Sicilië in het voorjaar aan de orde en wordt de invasie van West-Europa naar 1944 verschoven. Charles de Gaulle en Henri Giraud bespreken met Roosevelt het bestuur over de Franse koloniën.
- 18 - Belegering van Leningrad: Russische legereenheden breken het beleg van Leningrad door de herovering van Sjlisselburg, 40 km ten oosten van het Ladogameer.
- 22 - 1181 patiënten en 50 personeelsleden van de Joodse psychiatrische inrichting Het Apeldoornsche Bosch worden vanuit Apeldoorn naar Auschwitz gedeporteerd.
- 23 - Het Britse 8e Leger onder bevel van generaal Bernard Montgomery verovert Tripoli. Het voltooit hiermee een veldtocht van 1.800 km, sinds het drie maanden geleden vanuit El Alamein een tegenoffensief begon.
- 31 - Slag om Stalingrad: De restanten van het Duitse 6e Leger onder bevel van veldmaarschalk Friedrich Paulus geven zich in Stalingrad over.

februari
- 2 - De noordelijke formatie van het Duitse 6e Leger geeft zich eveneens in Stalingrad over. De Duitse tegenstand aldaar is gebroken, hetgeen een keerpunt van de oorlog betekent. In Duitsland en de bezette gebieden wordt drie dagen van openbare rouw afgekondigd.
- 2 - Een Britse Pathfinder Stirling stort neer bij Hendrik-Ido-Ambacht (nabij Rotterdam) waarna de Duitsers de overblijfselen van een H2S cm-radar vinden. Het gevonden Rotterdam Gerät is de aanleiding om een wedren tegen de tijd te starten om de Britten bij te benen in de ontwikkeling van de cm-radar.
- 4 - Minister-president Gerbrandy houdt voor Radio Oranje in Londen een toespraak waarin hij het overheidspersoneel in Nederland opdracht geeft alle maatregelen te saboteren die de Duitse oorlogvoering moeten bevorderen.
- 5 - Benito Mussolini ontslaat zijn schoonzoon, graaf Galeazzo Ciano, als minister van Buitenlandse Zaken en neemt zelf deze functie over. Ciano wordt ambassadeur bij het Vaticaan, het gehele Italiaanse kabinet wordt gereorganiseerd.
- 5 - De verzetsgroep CS-6 pleegt een dodelijke aanslag op Hendrik Seyffardt, luitenant-generaal b.d. en commandant van het Vrijwilligerslegioen Nederland. Honderden studenten worden gearresteerd.
- 7 - CS-6 pleegt opnieuw een aanslag, en wel op de pasbenoemde secretaris-generaal van Volksvoorlichting en Kunsten, de NSB-prominent Hermannus Reydon. De man raakt zwaargewond en zijn vrouw sterft direct.
- 8 - Het Stille Oceaan-eiland Guadalcanal wordt eindelijk door de Amerikanen op de Japanners veroverd.
- 8 - In de Doetinchemse voormalige pastorie 'Villa Bouchina' worden zes 'Mussert-Joden' geïnterneerd vanwege hun rol voor het Duitse Rijk van voor de oorlog.
- 9 - Bij razzia's in bijna alle Nederlandse steden worden ca. 1.200 jongemannen opgepakt en naar concentratiekamp Vught overgebracht. Aanleiding is de aanslag op Hermannus Reydon.
- 19 - Derde Slag om Charkov: Veldmaarschalk Erich von Manstein lanceert een tegenoffensief bij Charkov. Duitse pantsereenheden van het 2e SS Pantserkorps onder bevel van SS-Gruppenführer Paul Hausser proberen de Russische linies te doorbreken.
- 20 - De Mexicaanse vulkaan Paricutín ontstaat.
- 22 - Hans en Sophie Scholl worden door een Duitse rechter veroordeeld tot de doodstraf wegens het verspreiden van anti-nazistische pamfletten.
- 27 - Het Nederlandse onderzeebootmoederschip de Colombia werd de ter hoogte van Simon's Town door de Duitse onderzeeboot U-516 tot zinken gebracht.

maart
- 1 - Operatie Büffel: Duitse eenheden van Legergroep Midden voeren een reeks lokale terugtrekkende bewegingen uit aan het Oostfront. Deze terugtocht elimineert de Rzjev Saillant en verkort de frontlinie met ruim 350 km, waardoor 21 divisies vrijkomen.
- 4 - De NSB'er Pé Tammens, herenboer uit het Westerkwartier, wordt geïnstalleerd als burgemeester van Groningen.
- 9 - Operatie Creek gaat van start, onder leiding van de Britse SOE en wordt om tien voor drie s'nachts succesvol afgerond.
- 9 - Generaal Hans-Jürgen von Arnim volgt veldmaarschalk Erwin Rommel op als opperbevelhebber van het Duitse Pantserleger Afrika. Rommel gaat met ziekteverlof.
- 10 - Eerste inzet in een onderscheppingsactie boven Frankrijk van een nieuw Amerikaans jachtvliegtuig: de P-47 Thunderbolt.
- 11 - Seyss-Inquart richt de Landstorm Nederland op, een formatie van vrijwilligers die alleen in Nederland dienst zullen doen, een soort bijzonder dienstplichtigen.
- 22 - Bloedbad van Chatyn. De bevolking van dit dorp in Wit-Rusland wordt door de Duitsers samengedreven in een schuur die vervolgens in brand wordt gestoken. Het is een represaille voor de beschieting van een Duits bataljon.
- 27 - Bij een spectaculaire overval op het bevolkingsregister van Amsterdam wordt grote schade aangericht. De daders worden na een week verraden, opgepakt en gefusilleerd.
- 31 - Bombardement op het westen van Rotterdam, met 326 doden en vierhonderd gewonden tot gevolg.

april
- 1 - Koos Vorrink en andere prominente verzetsleiders worden door verraad van Anton van der Waals opgepakt en naar Sachsenhausen gedeporteerd.
- 5 - Bij een geallieerd bombardement vallen in Mortsel 936 doden en 1300 gewonden bij de burgerbevolking. De aanval was gericht tegen de Minerva-fabriek maar de bommen vallen meer dan een kilometer daarvandaan.
- 13 - Duitsers vinden in de bossen van Katyn bij Smolensk een massagraf met 3000 Poolse officieren en burgers. Het zijn de slachtoffers van het bloedbad van Katyn.
- 18 - De Amerikanen halen het vliegtuig neer waarmee de Japanse vlootvoogd Isoroku Yamamoto een inspectievlucht uitvoert. De admiraal komt om.
- 19 - Begin van de Opstand in het getto van Warschau.
- 19 - Het twintigste jodentransport vanuit de Dossinkazerne te Mechelen richting Auschwitz wordt op de spoorlijn Mechelen-Leuven (tussen Boortmeerbeek en Haacht) tegengehouden door drie jonge verzetslieden waardoor een aantal van de gedeporteerden kan ontsnappen. Nergens in Europa wordt er tijdens de Tweede Wereldoorlog een dergelijke bevrijdingsactie uitgevoerd.
- 19 - Albert Hofmann ontdekt het hallucinogene effect van lsd.
- 19 - Oprichting van SMERSJ door Stalin.
- 21 - De Joden uit Villa Bouchina worden naar Concentratiekamp Theresienstadt getransporteerd, alwaar vier van hen (de groep is inmiddels uitgebreid tot acht) overlijden.
- 25 - De wielerkoers Parijs-Roubaix finisht voor de eerste maal in het Vélodrome André Pétrieux.
- 27 - Op de Gemeentetram van Amsterdam verschijnen voor het eerst vrouwelijke conducteurs, vanwege de gedwongen uitzending van mannelijke arbeidskrachten naar Duitsland.
- 27 - Op dezelfde dag stort een Engelse Halifax-bommenwerper neer op het centrum van de stad.
- 29 - Duitsers maken bekend dat de Nederlandse krijgsgevangenen van mei 1940 opnieuw geïnterneerd zullen worden met de April-meistaking tot gevolg. De Duitsers kondigen het standrecht af.

mei
- 3 - April-meistaking bloedig neergeslagen. Einde gelijkschakelingspolitiek; verzet neemt toe.
- 7 - Het gedecimeerde Vlaams Legioen wordt ingelijfd bij de SS onder de naam Sturmbrigade Langemarck.
- 10 - Duits-Italiaanse eenheden van Heeresgruppe Afrika accepteren de geallieerde eis tot onvoorwaardelijke overgave bij Kaap Bon in Tunesië. Ruim 25.000 man geven zich over, onder wie de Duitse opperbevelhebber Hans-Jürgen von Arnim en de Italiaanse generaal Giovanni Messe.
- 11 - Slag om Attu: Amerikaanse eenheden landen op de Aleoeten eilandengroep Attu. Het Japanse garnizoen (ongeveer 3.000 man) voert verbeten tegenstand. De Amerikaanse soldaten zijn slecht uitgerust tegen de extreme weersomstandigheden.
- 12 - Trident Conferentie: In Washington wordt een conferentie gehouden over de verder te bewandelen strategie van de geallieerden. Deelnemers zijn president Franklin Roosevelt, Winston Churchill en hun chefs van staven. De streefdatum van Operatie Overlord (invasie in Normandië) wordt gesteld op 1 mei 1944.
- 13 - Met de overgave van de laatste Italiaanse en Duitse troepen eindigt voor de geallieerden de Noord-Afrikaanse Veldtocht. Ruim 250.000 man raken in krijgsgevangenschap.
- 13 - Via de kranten in Nederland wordt bekendgemaakt dat alle radiotoestellen en -onderdelen geconfisqueerd worden. Ze moeten worden ingeleverd bij politiebureaus of postkantoren, voorzien van naam en adres.
- 15 - In Nederland wordt het politiestandrecht weer opgeheven.
- 15 - Opheffing van de Komintern door het presidium van het uitvoerend comité in Moskou.
- 15 - De Japanse bezetting stelt het Getto van Shanghai in voor joden die sinds 1937 naar de stad zijn gevlucht uit Duitsland en de Sovjet-Unie.
- 16 - Duitse eenheden onder bevel van SS-Gruppenführer Jürgen Stroop slaan de opstand in het getto van Warschau neer. Tijdens de opstand sneuvelen ongeveer 7.000 Pools Joodse opstandelingen, Ruim 40.000 Joden worden naar de vernietigingskampen Majdanek en Treblinka afgevoerd.[1]
- 17 - Operatie Chastise: Het RAF 617e Squadron onder bevel van Guy Gibson, vernietigt met een bombardement in het Ruhrgebied twee stuwdammen (de Möhnedam en de Ederdam), waardoor de Duitse wapenindustrie een maand zonder stroom komt te zitten. Er vallen circa 1.200 doden, terwijl door de overstromingen naar schatting 120.000 burgers dakloos worden.
- 27 - Stichting van het Comité National de la Résistance, de koepel van het Franse verzet. Het Comité erkent generaal Charles de Gaulle als enige leider.
- 29 - De Surinaams-Nederlandse KNIL-onderofficier Harry Voss wordt door de Japanners geëxecuteerd.
- 30 - Generaal Chen Cheng begint een tegenoffensief in Hubei en dringt de Japanse eenheden terug op verschillende fronten.
- mei - De Japanners beginnen met de aanleg van een tweede spoorweg tussen Thailand en Burma, de Kra Isthmus spoorweg,  door de Romoesja.

juni
- 1 - Bloedbad van Sochy: De Duitsers branden het Poolse dorp Sochy plat, hierbij komen 185 mensen om het leven. Dit als vergelding voor steun van sommige dorpelingen aan de partizanen.
- 1 - De KLM DC-3 G-AGBB (voorheen PH-ALI, Ibis) op de BOAC lijndienst Bristol-Lissabon, met passagiers en KLM bemanning wordt aangevallen door Luftwaffe jagers. Het vliegtuig stort in zee en er zijn geen overlevenden (BOAC vlucht 777).
- 1 - Op Ambon worden de leiders van een verzetsgroep onder wie de ex-KNIL-sergeants Matthijs de Fretes en Jacob Tahuteru door de Japanners onthoofd.
- 3 - De Nederlandse oud-minister Folkert Posthuma, gemachtigde voor landbouw van Anton Mussert, wordt in Vorden door het verzet geliquideerd.
- 3 tot 8 - Zoot Suit Riots in Los Angeles tegen Mexicaanse jongemannen en hun kleding.
- 11 - Britse legereenheden landen op het Italiaanse eiland Pantellaria, gelegen tussen Sicilië en Tunesië. De bezetting, murw gemaakt door 20 dagen luchtbombardementen, geeft zich over.
- 13 - Amerikaanse B-17 "vliegende forten" bombarderen de Duitse onderzeebootbasissen bij Bremen en Kiel. 26 Amerikaanse toestellen worden daarbij neergehaald, de meeste boven Kiel.

juli
- 1 - In het zuidelijk Zuidzeegebied beginnen de geallieerden een groot offensief tegen de Japanners; als eerste landen ze op het eiland New Georgia. De leiding is in handen van generaal Douglas MacArthur.
- 5 - Slag om Koersk: Duitse eenheden van Legergroep Midden onder bevel van veldmaarschalk Günther von Kluge en Legergroep Zuid onder bevel van veldmaarschalk Erich von Manstein beginnen een zomeroffensief langs het front tussen Belgorod en Orjol.
- 6 - Duitse tankeenheden van het 2e SS Pantserkorps onder bevel van generaal Paul Hausser doorbreken bij Belgorod de versterkte Russische frontlinies. Het korps, bestaande uit drie elite SS-divisies, vormt de speerpunt van de zuidelijke aanval bij Koersk.
- 10 - Operatie Husky: Geallieerde eenheden landen op Sicilië. Het Amerikaanse 7e Leger onder bevel van generaal George Patton en het Britse 8e Leger onder bevel van generaal Bernard Montgomery landen gezamenlijk met 7 divisies aan de zuid- en oostkust van het eiland. Een geallieerd konvooi van ca. 2.700 schepen met ruim 150.000 man stoomt op naar Sicilië vanuit vrijwel alle havens tussen Gibraltar en Port Said. De steden Gela en Licata worden door de Amerikanen ingenomen, Britse eenheden bezetten Syracuse.
- 22 - In de nacht wordt de Javaanse haven- en industriestad Soerabaja voor het eerst door de geallieerden gebombardeerd. Volgens de Japanners zijn er vuurpijlen afgeschoten om de vliegtuigen op hun doelen attent te maken, en de daders worden gezocht onder Molukse werknemers van Machinefabriek Braat die voor de bezetting lid zijn geweest van de Luchtbeschermingsdienst. Zie vuurpijlaffaires.
- 24 - Operatie Gomorrha: De geallieerden beginnen een reeks bombardementen op Hamburg, die tot 31 juli duurt en een vuurstorm veroorzaakt. Er vallen in totaal 235.000 bommen, die ruim 40.000 doden eisen, 19 km² van de stad verwoesten en schepen tot zinken brengen met een totaal tonnage van 180.000 ton.
- 25 - Koning Victor Emanuel III ontslaat premier Mussolini en benoemt maarschalk Pietro Badoglio tot opvolger. Mussolini wordt bij het verlaten van het paleis gearresteerd.
- 27 - Door een combinatie van mist en uitlaatgassen ontstaat in Los Angeles zo'n dikke smog, dat de bewoners denken aan een chemische aanval.
- 29 - NSB-burgemeester G. Bisschop van Schoonebeek wordt vermoord door het verzet.

augustus
- 1 - Operatie Tidal Wave: De Amerikaanse luchtmacht bombardeert met 178 B-24 Liberator toestellen de olieraffinaderij van Ploieşti in Roemenië, waar ca. 90% van de benzine voor de Duitse luchtmacht vandaan komt.
- 1 - De Japanners verklaren Birma onafhankelijk. De marionettenregering van Ba Maw en U Nu verklaart de oorlog aan het Verenigd Koninkrijk en de Verenigde Staten.
- 2 - De Amerikaanse motortorpedoboot (Patrol Torpedo Boat PT-109) wordt bij de Salomoneilanden door een Japanse torpedobootjager tot zinken gebracht. Onder de vermiste bemanning is luitenant John F. Kennedy (de latere 35e president van de Verenigde Staten), een zoon van de voormalige Amerikaanse ambassadeur in Londen.
- 12 - Duitse en Italiaanse legereenheden evacueren van Sicilië naar het Italiaanse vasteland. Tijdens de 6-daagse evacuatie worden ongeveer 40.000 Wehrmacht-soldaten, 9.000 voertuigen, 30 tanks en 90 zware kanonnen veilig overgebracht. Ook worden er 62.000 Italiaanse soldaten met succes geëvacueerd. Ondanks geallieerde luchtaanvallen zijn de verliezen erg laag, dit vanwege voldoende luchtafweerdekking van de Axis.
- 12 - Het vermeende Philadelphia-experiment zou zijn uitgevoerd.
- 17 - Conferentie van Quebec: Een 7-daagse conferentie over de strategie van de westerse geallieerden wordt in Canada in het Château Frontenac officieel geopend in aanwezigheid van president Roosevelt en Churchill.
- 17 - Een speciaal Brits commando van de RAF bombardeert met 570 bommenwerpers het Duitse proefstation voor de V1-raketten in Peenemünde op het Oostzee-eiland Usedom.
- 24 - Einde Conferentie van Quebec: Roosevelt en Churchill komen overeen dat voor mei 1944 de geplande invasie via Het Kanaal onder Amerikaans commando komt te staan. Alles zal ondernomen worden om Japan tot een onvoorwaardelijke overgave te dwingen.
- 27 - Door het bombardement van Peenemünde zijn de Duitsers genoodzaakt de fabricage van de V1-raketten te verplaatsen naar de oude steengroeve Mittelbau-Dora bij Nordhausen in Thüringen. Hier verrijst een dependance van het concentratiekamp Buchenwald om voor arbeidskrachten te zorgen.
- 29 - Na steeds belangrijker sabotagehandelingen in Denemarken kondigen de Duitsers de uitzonderingstoestand uit. Duitse marine-eenheden bezetten de haven van Kopenhagen. Koning Christiaan X wordt krijgsgevangene; regering en parlement worden ontbonden. Het Deense leger en de vloot worden ontwapend en de manschappen en officieren geïnterneerd.
- augustus - In Batavia wordt een propaganda-organisatie opgericht, het Kantor Oeroesan Peranakan (KOP) onder leiding van de Japanner Hamaguchi Shinpei. Hij wordt geassisteerd door de Japanse dominee Nomachi en enkele pro-Japanse Indo-Europeanen onder leiding van Frits Dahler.

september
- 3 - Geallieerde eenheden van het Britse 8e Leger onder bevel van Bernard Montgomery landen bij Reggio Calabria (op de Italiaanse zuidkust). In het geheim tekent de nieuwe Italiaanse regering een wapenstilstand.
- 8 - Premier Pietro Badoglio informeert Adolf Hitler over de hopeloze situatie in Italië en sluit officieel een wapenstilstand met de geallieerden. Dit betekent het formele einde van het verdrag van de Asmogendheden.
- 8 - Koning Victor Emanuel III en zijn familie, Pietro Badoglio en een deel van de Italiaanse regering verlaten Rome en vertrekken naar Brindisi. Duitse troepen beginnen met de ontwapening van het Italiaanse leger.
- 9 - Italiaanse Veldtocht: Geallieerde eenheden van het Amerikaanse 5e Leger onder bevel van generaal Mark Clark gaan aan land bij Salerno. Onder hevige Duitse weerstand wordt er een bruggenhoofd gevestigd.
- 12 - Benito Mussolini wordt op bevel van Adolf Hitler uit gevangenschap bevrijd door Duitse commando's van de 2e Parachutistendivisie onder leiding van kolonel Otto Skorzeny op de Gran Sasso in de Apennijnen.
- 22 - Operatie Source: Britse mini-onderzeeboten van de X-klasse dringen de Noorse Altafjord binnen en beschadigen het Duitse slagschip Tirpitz, door het plaatsen van springladingen aan het schip.
- 23 - Mussolini krijgt de leiding van een Italiaanse tegenregering, de Republica Sociale Italiana.
- 28 september - In Meppel en Staphorst worden drie mannen doodgeschoten als represaille voor drie aanslagen van het verzet. Dit is het begin van de Aktion Silbertanne.
- 29 - De Barnevelders, een groep van vijfhonderd joden met een beschermde status, worden overgebracht naar Kamp Westerbork.

oktober
- 1 - Amerikaanse eenheden van het 5e Leger trekken het verlaten, brandende Napels binnen. Voordat het Duitse leger zich terugtrekt, verwoest het de stad en vernietigt het de culturele monumenten, waaronder de Universiteit van Napels en het Teatro San Carlo. Meer dan 200.000 boeken, waarvan vele van onschatbare waarde, worden in benzine gedrenkt en verbrand.[2]
- 7 - Begin van de Russische herfstoffensieven over een breed front van Vitebsk tot aan het Tamanschiereiland. Ten noorden van Kiev en ten zuiden van Krementsjoeg vormen Russische eenheden drie bruggenhoofden op de rechteroever van de rivier de Dnjepr.
- 7 - De Surinaamse gouverneur Kielstra probeert de prostituees in Paramaribo te arresteren en krijgt er zestig te pakken. Ze worden voor de duur van de oorlog geïnterneerd in de voormalige plantage Katwijk.
- 10 oktober - Enschede wordt gebombardeerd door Amerikaanse bommenwerpers die het op Vliegveld Twente hebben gemunt. Er vallen 151 doden en 104 zwaargewonden.
- 13 - Italië sluit zich aan bij de Italiaanse Veldtocht tegen de Duitsers.
- 14 - In het vernietigingskamp Sobibór komen de gevangenen in opstand.
- 16 - De Duitsers houden in Rome een razzia op joden. Van de 8.000 Romeinse joden weten er ca. 7.000 te ontsnappen. Ruim 1.000 mannen, vrouwen en kinderen worden op transport gezet naar Auschwitz.
- 16 - Opening van de eerste ondergrondse lijn van de Metro van Chicago.
- 17 - Vanuit het bruggenhoofd bij Krementsjoeg forceren Russische eenheden een doorbraak op de rechteroever van de rivier de Dnjepr. Ten zuiden van Gomel steken Russische troepen de Dnjepr over.
- 18 - Derde Conferentie van Moskou: De geallieerde ministers van buitenlandse zaken komen bij elkaar om te spreken over de deelname van de Sovjet-Unie aan de oorlog met Japan.
- 20 - Ingebruikname door de Duitse SS in Triëst van het gevangenkamp Risiera di San Sabba voor Italiaanse partizanen en joden.
- 30 - Aan het eind van de Derde Conferentie van Moskou geven de geallieerde ministers van buitenlandse zaken de Verklaring van Moskou uit. De strijd zal pas worden gestaakt als alle asmogendheden zich onvoorwaardelijk hebben overgegeven.

november
- 1 - Amerikaanse mariniers landen op Bougainville (Salomonseilanden). Tijdens de landingen worden Japanese kruisers en torpedobootjagers verdreven.
- 1 - Russische eenheden snijden na de verovering van Perekop en Armjansk de laatste Duitse vluchtweg vanuit de Krim af.
- 3 - Britse luchtverkenners van de R.A.F. fotograferen in Noord-Frankrijk zgn. skischansen, die in werkelijkheid lanceerplaatsen voor de V1 (Vergeltungswaffe 1) zijn. Er worden 95 van deze lanceerplaatsen ontdekt.
- 5 - Russische eenheden van het 4e Oekraïense Front onder bevel van generaal Fjodor Tolboechin veroveren het gebied tussen de rivier de Dnjepr en de Krim. Het Duitse 6e Leger trekt zich terug over de rivier en laat alleen het bruggenhoofd bij Nikopol achter.
- 6 - Russische eenheden van het 1e Oekraïense Front onder bevel van generaal Nikolaj Vatoetin bevrijden Kiev van de Duitse bezetters. Ze nemen slechts 6.000 krijgsgevangenen, het Duitse 4e Pantserleger houdt de spoorverbinding met Legergroep Midden in stand.
- 11 - Het Franse verzet organiseert een illegaal defilé in Oyonnax.
- 12 - Oprichting van de Nederlandse Landwacht.
- 20 - Slag om Tarawa: Amerikaanse mariniers landen op Tarawa (een van de atollen van de Gilberteilanden). Onder hevige Japanse weerstand wordt er een bruggenhoofd gevestigd.
- 22 - 26 november - Topconferentie over de oorlogvoering in Azië tussen president Roosevelt, premier Churchill en de Chinese president Chiang Kai-shek.
- 28 november-1 december - Conferentie van Teheran tussen Roosevelt, Churchill en Stalin waarbij besloten wordt tot een westelijke geallieerde invasie op de Franse westkust. Tevens wordt bepaald dat de naoorlogse Poolse oostgrens zal samenvallen met de Curzon-lijn; ter compensatie krijgt Polen het Duitse gebied ten oosten van de rivieren de Oder en de Neisse.

december
- 10 - In Marokko wordt de Parti de l'Istiqlal opgericht om de zelfstandigheid van het sultanaat te herstellen.
- 15 - De eerste bewoners arriveren in Emmeloord.
- 21 - Het eerste passagiersvliegtuig landt op Juliana Airport op Sint Maarten.
- 24 - In de Oost-Vlaamse stad Ronse wordt de pro-Duitse burgemeester Leo Vindevogel neergeschoten.
- 26 - Zeeslag bij de Noordkaap: Britse marineschepen van de Royal Navy onderscheppen in de Noordelijke IJszee de Duitse slagkruiser Scharnhorst en brengen hem tot zinken. Het slagschip was op weg om een geallieerd konvooi naar Moermansk aan te vallen.

zonder datum
- Er komt een nieuw geneesmiddel beschikbaar: penicilline.
- De Amerikaanse psycholoog Abraham Maslow publiceert zijn piramide van Maslow. Volgens zijn theorie zal de mens pas streven naar bevrediging van de behoeften die hoger in de hiërarchie geplaatst worden, nadat de lager geplaatste behoeften bevredigd zijn.

- Bioscoopjournaal uit 1943. Het Nederlands Handbalverbond organiseert een technische dag waarbij overal in het land handbalwedstrijden worden gespeeld.
- Verslag van de voetbalwedstrijd Feyenoord - Ajax op 1 oktober 1943 op het oude Feyenoordterrein in Rotterdam. Uitslag 2-1.
- NSB-propagandafilm uit 1943 over een zomerzonnewendefeest met sportwedstrijden van de verschillende onderdelen van de Germaanse SS in Nederland.
- Bioscoopjournaal uit 1943. Mensen in een grote stad zitten of liggen in de zon; in het park (o.a. te midden van gekapte bomen); op terrasjes; op zitbanken; op platte daken.
- Bioscoopjournaal uit 1943. In een Haarlems slachthuis onderzoekt een witgejaste medewerker de inhoud van een koeienmaag en vist er een kettinkje uit; de directeur van het slachthuis toont een verzameling voorwerpen die in de loop der tijd uit koeienmagen tevoorschijn is gekomen.
- Propagandafilm uit 1943 van de Filmdienst der NSB. Optreden van Fritz Schmidt tijdens de vormingsdag van het district Limburg, gehouden in Roermond in tegenwoordigheid van Mussert, Schmidt en Marchant et d'Ansembourgh. In zijn rede roept Schmidt op tot de totale oorlog.
- Propagandafilm uit 1943 van de Filmdienst der NSB. Limburgse volksdag te Maastricht. Mussert inspecteert de troepen en ereformaties. Achter Mussert loopt Marchant et d'Ansembourgh. Toespraken van Woudenberg, G.J. de Ruyter en Mussert.
- Propagandafilm uit januari 1943 van de Filmdienst der NSB. Velddag van de Jeugdstorm in Maastricht.

## Muziek
- The Mills Brothers verkopen zes miljoen exemplaren van Paper Doll
- Charles Trenet scoort hits met Douce France en La Mer.
- Benjamin Britten componeert de Serenade, op. 31, voor tenor, hoorn en strijkers
- 15 januari: eerste uitvoering van de Vijf bagatellen van Gerald Finzi
- 14 februari: eerste uitvoering van Sinfonia romantica van Kurt Atterberg
- 26 februari: eerste uitvoering van Prayer in time or war van William Schuman
- 4 maart: eerste uitvoering van Kamerconcert nr. 4 voor pianotrio en kamerorkest van Vagn Holmboe
- 5 mei: eerste uitvoering van Aftonen van Hugo Alfvén
- 23 juni: eerste uitvoering van Benjamin Britten's Prelude en fuga voor achttienstemmig strijkorkest opus 29, die hij in mei op papier had gezet
- 19 augustus: eerste uitvoering van Ernest John Moeran's Rhapsody for piano and orchestra
- 21 september: eerste uitvoering van Benjamin Britten's Rejoice in the lamb (opus 30)
- 26 september: eerste uitvoering van Blaaskwintet van John Fernström
- 3 oktober: eerste uitvoering van Suite De weduwe uit Valencia van Aram Chatsjatoerjan
- 14 oktober: eerste uitvoering van Sinfonietta voor blaasinstrumenten van Willem van Otterloo
- 16 oktober: eerste uitvopering van Pianosonate nr. 2 van Mieczysław Weinberg
- 29 oktober: eerste uitvoering van het Vioolconcert van Uuno Klami
- 14 november - Leonard Bernstein maakt zijn debuut voor het New York Philharmonic in Carnegie Hall, als invaller voor Bruno Walter.
- 30 december: eerste uitvoering van Symfonie nr. 2 van Aram Chatsjatoerjan (eerste versie)

## Beeldende kunst

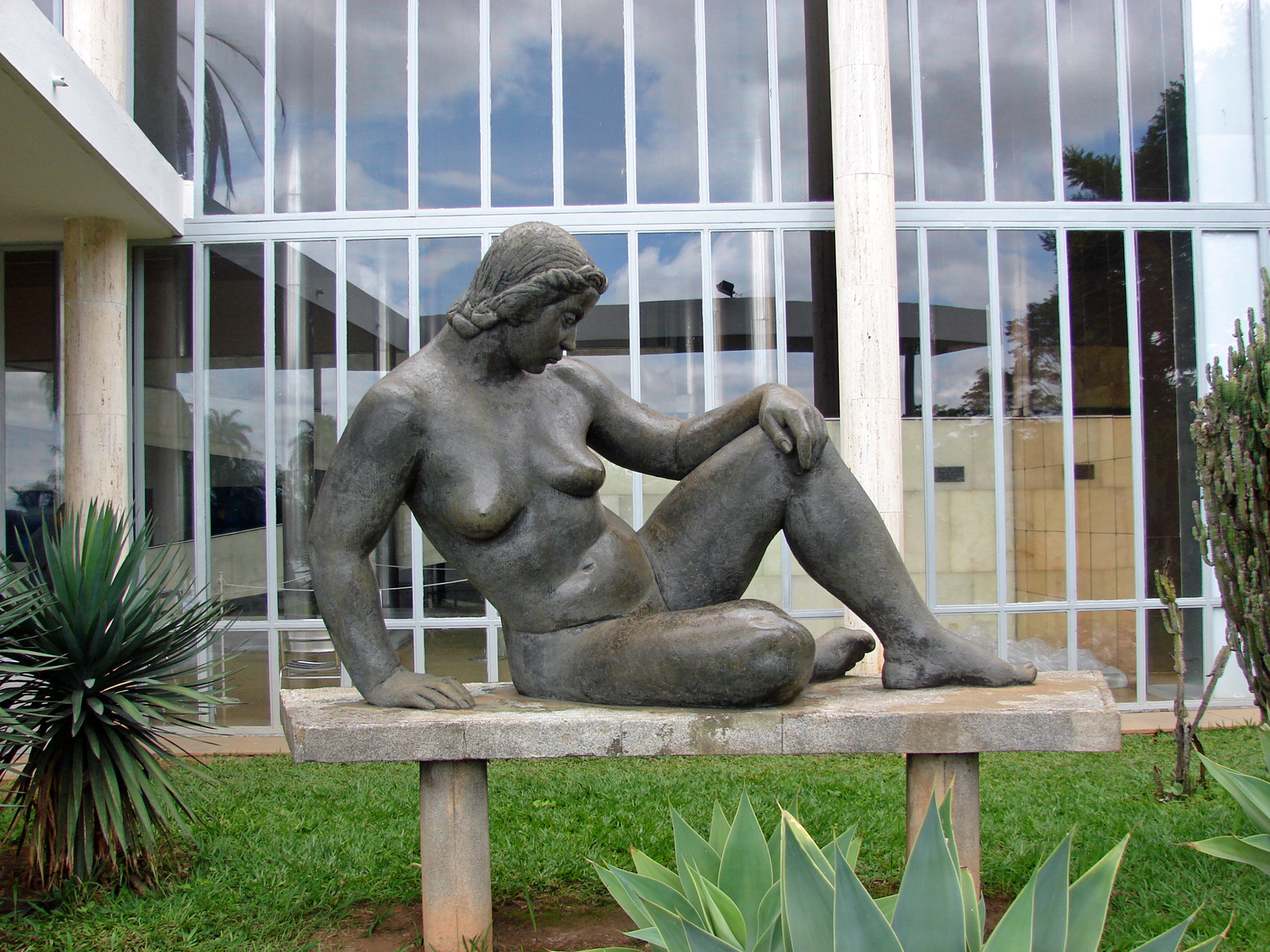
Sculptuur Nu (1943) August Zamoyski, Belo Horizonte, Brazilië

## Bouwkunst

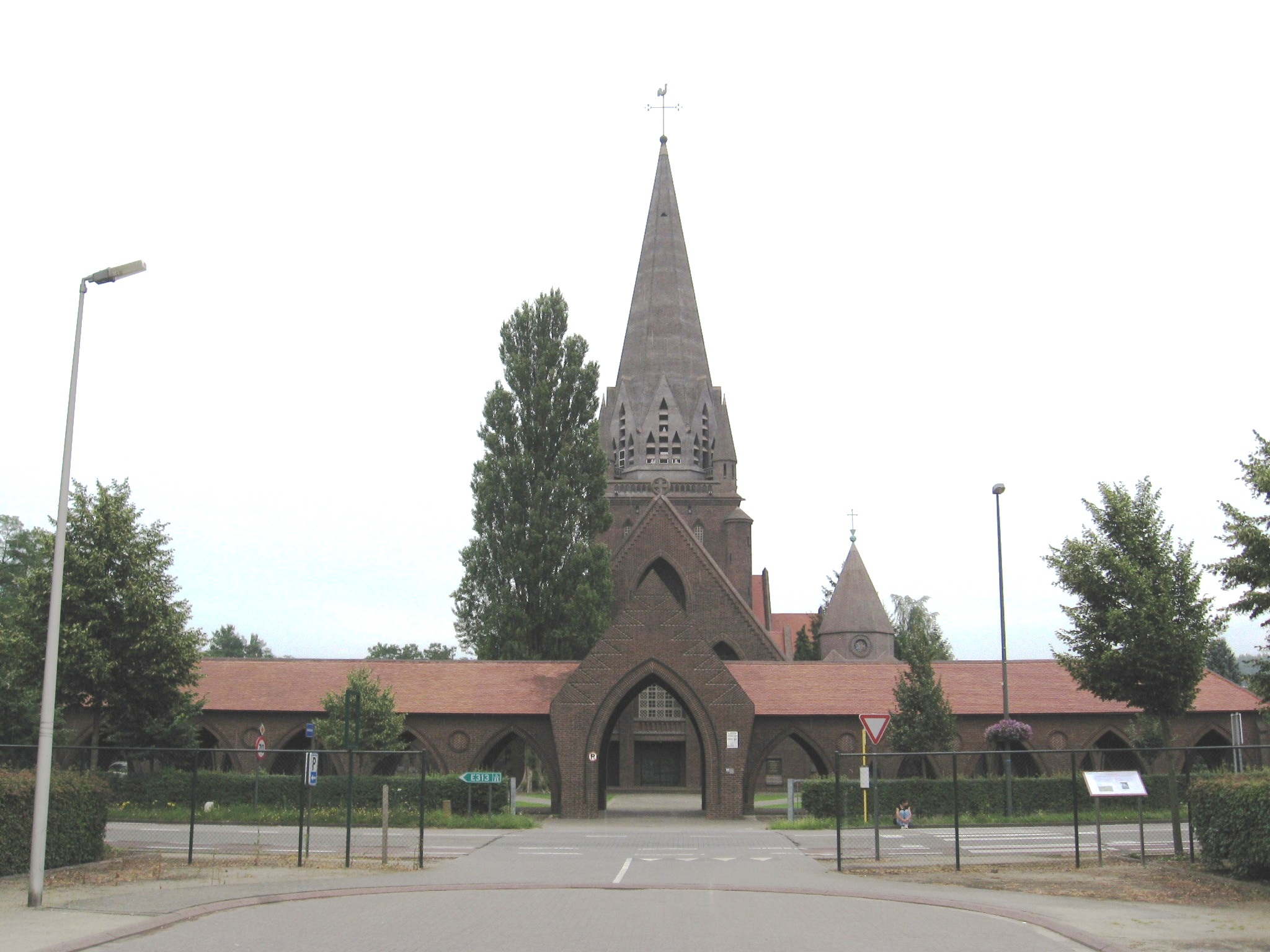
Sint-Theodarduskerk, Beringen, België (1943) Henry Lacoste

## Geboren

### januari
- 1 - Jimmy Hart, Amerikaans worstelaar
- 1 - Charl Schwietert, Nederlands journalist, politicus, communicatie-adviseur, schrijver en publicist
- 2 - Barış Manço, Turks rockzanger, songwriter en televisieproducent (overleden 1999)
- 2 - Jesús Manzaneque, Spaans wielrenner
- 3 - Lieven Lenaerts, Belgisch politicus
- 3 - Max Morton, Engels kunstschilder (overleden 2021)
- 3 - Wim Verreycken, Belgisch politicus
- 4 - Hans Blom, Nederlands historicus (NIOD)
- 5 - Moertaz Choertsilava, Georgisch voetballer en trainer
- 5 - Ignace van Swieten, Nederlands voetbalscheidsrechter (overleden 2005)
- 6 - Terry Venables, Engels voetballer en voetbaltrainer (overleden 2023)
- 7 - Roberto Dias, Braziliaans voetballer (overleden 2007)
- 9 - Jaap Schilder, Nederlands gitarist en pianist
- 10 - Jim Croce, Amerikaans singer-songwriter (overleden 1973)
- 11 - Paul Goossens, Vlaams studentenleider en journalist
- 11 - Eduardo Mendoza, Spaans schrijver
- 11 - Edwin Rutten, Nederlands zanger en presentator
- 12 - Marijke Emeis, Nederlands vertaalster
- 13 - Roald Jensen, Noors voetballer (overleden 1987)
- 13 - Richard Moll, Amerikaans acteur (overleden 2023)
- 14 - Mariss Jansons, Lets dirigent (overleden 2019)
- 14 - Ralph Steinman, Canadees bioloog en immunoloog (overleden 2011)
- 15 - Guido Terryn, Belgisch roeicoach (overleden 2015)
- 15 - Margaret Beckett, Brits politica
- 17 - Marike Bok, Nederlands kunstschilderes en tekenares (overleden 2017)
- 17 - Chris Montez, Amerikaans zanger
- 17 - René Préval, president van Haïti (overleden 2017)
- 18 - Vladimir Fedotov, Sovjet-Russisch voetballer en trainer (overleden 2009)
- 18 - Jenny Amelia Mulder, Nederlands beeldhouwster (overleden 1994)
- 18 - Jean-Paul Spaute, Belgisch voetballer en voetbalvoorzitter (overleden 2009)
- 19 - Janis Joplin, Amerikaans zangeres (overleden 1970)
- 19 - Prinses Margriet, tante van de Nederlandse koning
- 19 - Lee Nelson, Amerikaans pokerspeler
- 20 - Roel van Duijn, Nederlands actievoerder (Provo) en politicus
- 24 - Sharon Tate, Amerikaans actrice (overleden 1969)
- 26 - Bernard Tapie, Frans politicus (overleden 2021)
- 27 - Piet Verkruijsse, Nederlands historisch letterkundige en boekhistoricus (overleden 2012)
- 27 - Theo Verschueren, Belgisch wielrenner
- 30 - Jos Staatsen, Nederlands politicus, ambtenaar en topman (overleden 2006)

### februari
- 3 - Dennis Edwards, Amerikaans zanger (The Temptations) (overleden 2018)
- 3 - Eric Haydock, Brits (bas)gitarist (The Hollies) (overleden 2019)
- 4 - Svetlana Babanina, Russisch zwemster
- 5 - Nolan Bushnell, Amerikaans ondernemer
- 6 - Fabian Forte, Amerikaans popzanger
- 7 - Harry Borghouts, Nederlands politicus
- 7 - Peter Carey, Australisch schrijver
- 7 - Margit Sponheimer, Duits zangeres en actrice
- 8 - Creed Bratton, Amerikaans acteur en gitarist
- 9 - Harry Kamphuis, Nederlands burgemeester (overleden 2022)
- 9 - Jonny Nilsson, Zweeds schaatser (overleden 2022)
- 9 - Joe Pesci, Amerikaans acteur
- 9 - Henk Slebos, Nederlands ingenieur en zakenman (overleden 2025)
- 9 - Joseph Stiglitz, Amerikaans econoom en Nobelprijswinnaar
- 10 - Karl Kodat, Oostenrijks voetballer (overleden 2012)
- 13 - Erik Fredriksson, Zweeds voormalig voetbalscheidsrechter
- 14 - Ischa Meijer, Nederlands journalist en tv-presentator (overleden 1995)
- 14 - Gerard Thoolen, Nederlands acteur (overleden 1996)
- 15 - France Cukjati, Sloveens theoloog, arts en politicus
- 15 - Klaas Wilting, Nederlands voorlichter van de politie van Amsterdam en producent van bedrijfsfilms
- 16 - Francisco de Borbón y Escasany, Spaans zakenman (overleden 2025)
- 16 - Awraham Soetendorp, Nederlands rabbijn
- 18 - Herman Gooding, Surinaams politie-inspecteur (overleden 1990)
- 18 - Bernard Rollin, Amerikaans hoogleraar filosofie (overleden 2021)
- 19 - Lou Christie, Amerikaans zanger en songwriter (overleden in 2025)
- 19 - Jan de Rooy, Nederlands rallycoureur (overleden 2024)
- 20 - Carlos, Frans zanger (overleden 2008)
- 20 - Antonio Inoki, Japans worstelaar (overleden 2022)
- 21 - David Geffen, Amerikaans zakenman en kunstverzamelaar
- 22 - Horst Köhler, Duits politicus; bondspresident 2004-2010 (overleden 2025)
- 23 - Tales Flamínio Carlos, Braziliaans voetballer
- 24 - Catherine Cesarsky, Frans astronome
- 24 - Pablo Milanés, Cubaans zanger en dichter (overleden 2022)
- 24 - Herman Pleij, Nederlands literatuurhistoricus
- 25 - George Harrison, Brits gitarist (The Beatles) (overleden 2001)
- 25 - Jürgen Lässig, Duits autocoureur (overleden 2022)
- 26 - Cecil Balmond, Brits, Sri Lankaans ingenieur, vicevoorzitter van het ingenieursbureau Arup
- 27 - Tom Astor, Duits zanger
- 27 - Morten Lauridsen, Amerikaans componist
- 27 - Carlos Alberto Parreira, Braziliaans voetbalcoach
- 28 - Hans Dijkstal, Nederlands politicus (VVD) (overleden 2010)
- 28 - Peter Shelley, Brits singer-songwriter (overleden 2023)

### maart
- 1 - Benny Begin, Israëlisch geoloog en politicus
- 1 - Mauro Checcoli, Italiaans ruiter
- 1 - Ben Jipcho, Keniaans atleet (overleden 2020)
- 1 - Piet Veerman, Nederlands zanger (onder andere The Cats)
- 2 - Tony Meehan, Britse drummer (The Shadows) (overleden 2005)
- 2 - Peter Straub, Amerikaans schrijver (overleden 2022)
- 4 - Lucio Dalla, Italiaans singer-songwriter en acteur (overleden 2012)
- 5 - Lucio Battisti, Italiaans singer-songwriter (overleden 1998)
- 5 - Hans Blokland, Nederlands ambtenaar en politicus
- 5 - Frank Forberger, Oost-Duits roeier (overleden 1998)
- 8 - Ashok Bhalotra, Indiaas-Nederlands architect en stedenbouwkundige (overleden 2022)
- 8 - Lynn Redgrave, Brits-Amerikaans actrice (overleden 2010)
- 9 - Bobby Fischer, Amerikaans schaakgrootmeester (overleden 2008)
- 9 - David Matthews, Brits componist
- 10 - Ritchie Cordell (Richard Rosenblatt), Amerikaans songwriter, producer en muziekuitgever (overleden 2004)
- 10 - Kees de Kort, Nederlands atleet
- 11 - Ma'ruf Amin, Indonesische islamgeleerde en vicepresident
- 13 - Mike Fisher, Amerikaans autocoureur
- 13 - Gianni Motta, Italiaans wielrenner
- 15 - David Cronenberg, Canadees filmregisseur
- 15 - Jean-Pol, Belgisch striptekenaar
- 15 - Sly Stone, Amerikaans muzikant en muziekproducent (overleden 2025)
- 15 - Frank Wiegand, Oost-Duits zwemmer
- 16 - Harry van Hoof, Nederlands dirigent, componist en arrangeur (overleden 2024)
- 17 - Joop Keesmaat, Nederlands acteur
- 19 - Mario J. Molina, Mexicaans-Amerikaans scheikundige en Nobelprijswinnaar (overleden 2020)
- 19 - Mario Monti, Italiaans politicus en econoom
- 19 - Vern Schuppan, Australisch autocoureur
- 20 - Kim Anderzon, Zweeds actrice (overleden 2014)
- 21 - Luigi Agnolin, Italiaans voetbalscheidsrechter (overleden 2018)
- 21 - Tonny van Leeuwen, Nederlands voetbalkeeper (overleden 1971)
- 21 - Andreas van Saksen-Coburg en Gotha, hoofd van het voormalige adellijke huis Saksen-Coburg en Gotha (overleden 2025)
- 22 - George Benson, Amerikaans jazzgitarist
- 22 - Lynn Burke, Amerikaans zwemster
- 22 - Germaine Groenier, Nederlands programmamaakster, regisseuse, (scenario)schrijfster (overleden 2007)
- 22 - Anderson Mazoka, Zambiaans politicus (overleden 2006)
- 22 - Ria van Velsen, Nederlands zwemster
- 23 - Marva, Vlaams zangeres
- 24 - Marika Kilius, Duits kunstschaatsster
- 24 - Guy Mortier, Vlaams radiopresentator, hoofdredacteur van het blad Humo en panellid in Alles kan beter.
- 25 - Marijn de Koning, Nederlands (tv-)journaliste en politica (overleden 2021)
- 25 - Paul Michael Glaser, Amerikaans acteur
- 26 - Wim Brussen, Nederlands bandleider (Jostiband Orkest) (overleden 2017)
- 26 - Herman Wekker, Surinaams-Nederlands taalgeleerde en hoogleraar (overleden 1997)
- 26 - Bob Woodward, Amerikaans journalist, onthulde samen met collega-journalist Carl Bernstein de Watergate affaire
- 28 - Conchata Ferrell, Amerikaans actrice (overleden 2020)
- 28 - Antonio Ledesma, Filipijns aartsbisschop
- 28 - Jimmy Wang Yu, Chinees acteur, regisseur en filmproducent (overleden 2022)
- 28 - Tom Waterreus, Nederlands beeldhouwer (overleden 2021)
- 29 - John Major, Brits conservatief politicus; premier 1990–1997
- 29 - Vangelis, Grieks componist ("Chariots of Fire", "Conquest of Paradise") (overleden 2022)
- 31 - Matthijs Röling, Nederlands kunstenaar (overleden 2024)
- 31 - Christopher Walken, Amerikaans acteur

### april
- 1 - Rob Baan, Nederlands sportbestuurder en voetbaltrainer
- 1 - Primo Baran, Italiaans roeier
- 1 - Mario Botta, Zwitsers architect
- 1 - Hugo Metsers, Nederlands acteur
- 2 - Larry Coryell, Amerikaans fusion-gitarist (overleden 2017)
- 2 - Kees Willemen, Nederlands politiek tekenaar en cartoonist
- 3 - Mario Lavista, Mexicaans componist en schrijver (overleden 2021)
- 3 - Richard Manuel, Canadees pianist, zanger en componist (overleden 1986)
- 3 - Bob Rusch, Amerikaans jazzauteur en platenproducer (overleden 2024)
- 4 - Wik Jongsma, Nederlands acteur (overleden 2008)
- 4 - Franz Marijnen, Belgisch toneelregisseur (overleden 2022)
- 4 - Isabel-Clara Simó i Monllor, Catalaans schrijfster (overleden 2020)
- 5 - Miet Smet, Belgisch politica (overleden 2024)
- 6 - Julie Rogers, Brits zangeres
- 7 - Joaquim Agostinho, Portugees wielrenner (overleden 1984)
- 8 - Eberhard Vogel, Duits voetballer en voetbalcoach
- 12 - Rienk Kamer, Nederlands beleggingsdeskundige (overleden 2011)
- 13 - Tim Krabbé, Nederlands schaakkenner en schrijver
- 15 - Riem de Wolff, Indisch-Nederlands zanger en gitarist (overleden 2017)
- 16 - Han Ebbelaar, Nederlands balletdanser
- 16 - Ruth Madoc, Brits actrice en zangeres (overleden 2022)
- 16 - Mike Rabon, Amerikaans zanger en songwriter (overleden 2022)
- 16 - Ewald Vanvugt, Nederlands schrijver en fotograaf (overleden 2025)
- 20 - John Eliot Gardiner, Brits dirigent
- 21 - Enrico Abrahams, Surinaams politicus en bestuurder (overleden 2010)
- 21 - Paolo Bergamo, Italiaans voetbalscheidsrechter
- 21 - Jan de Graaff, Nederlands televisiejournalist (overleden 2014)
- 22 - Cas Enklaar, Nederlands acteur en schrijver (overleden 2022)
- 22 - Louise Glück, Amerikaans dichteres en Nobelprijswinnares (overleden 2023)
- 23 - Gert-Jan Dröge, Nederlands televisiepresentator, programmamaker, journalist, acteur en schrijver (overleden 2007)
- 23 - Paul Smart, Brits motorcoureur (overleden 2021)
- 23 - Bob van Tol, Nederlands acteur (overleden 2005)
- 23 - Frans Koppelaar, Nederlands kunstschilder
- 23 - Iñaki Sáez, Spaans voetballer en voetbaltrainer
- 23 - Hervé Villechaize, Frans acteur (overleden 1993)
- 25 - Angelo Anquilletti, Italiaans voetballer (overleden 2015)
- 25 - Jean-Jacques Cassiman, Belgisch geneticus en hoogleraar (overleden 2022)
- 25 - Tony Christie, Brits zanger
- 25 - Gunnar Valkare, Zweeds componist, muziekpedagoog, muziek antropoloog, etnomusicoloog, musicoloog, dirigent, pianist en organist (overleden 2019)
- 26 - Tom Jones, Amerikaans autocoureur (overleden 2015)
- 26 - Ramon Norden, Surinaams dammer (overleden 2022)
- 26 - Gary Wright, Amerikaans musicus (overleden 2023)
- 27 - Wannie Sterken, Nederlands voetballer (overleden 2024)
- 28 - Jacques Dutronc, Frans zanger, componist en filmacteur
- 28 - Klaas de Vries, Nederlands politicus
- 29 - Ian Kershaw, Brits historicus
- 30 - Frederick Chiluba, Zambiaans vakbondsleider en president (overleden 2011)
- 30 - Bobby Vee, Amerikaans zanger (overleden 2016)

### mei
- 1 - Odilon Polleunis, Belgisch voetballer (overleden 2023)
- 2 - Manfred Schnelldorfer, Duits kunstschaatser
- 2 - Paul Somohardjo, Surinaams politicus
- 4 - Georgi Asparoechov, Bulgaars voetballer (overleden 1971)
- 5 - Michael Palin, Brits acteur
- 6 - Andreas Baader, Duits terrorist (overleden 1977)
- 6 - Mike Ratledge, Brits musicus (overleden 2025)
- 8 - Pat Barker, Brits schrijfster en historica
- 8 - Jan Pieter Glerum, Nederlands veilingmeester en televisiepresentator (overleden 2013)
- 8 - Jon Mark, Brits zanger, (bas)gitarist en percussionist (overleden 2021)
- 8 - Danny Whitten, Amerikaans gitarist en songwriter (overleden 1972)
- 9 - Chriet Titulaer, Nederlands astronoom, presentator en publicist (overleden 2017)
- 10 - Marten Fortuyn, Nederlands ondernemer en broer van Pim Fortuyn (overleden 2016)
- 10 - Cees van Zijtveld, Nederlands radio-dj (overleden 2024)
- 12 - Jürgen Barth, Duits wielrenner (overleden 2011)
- 12 - Hugo Camps, Belgisch journalist en columnist (overleden 2022)
- 12 - Norman Whitfield, Amerikaans songwriter (Motown) (overleden 2008)
- 14 - Birodar Abdoeraimov, Sovjet-Oezbeeks voetballer en trainer
- 14 - Jack Bruce, Schots popmuzikant (overleden 2014)
- 14 - Lars Näsman, Fins voetballer en voetbalcoach (overleden 1995)
- 15 - Jop Pannekoek, Nederlands regisseur en programmamaker (overleden 2003)
- 15 - Alan Rollinson, Brits autocoureur (overleden 2019)
- 16 - Wieteke van Dort, Nederlands actrice en zangeres (overleden 2024)
- 16 - Tom Gage, Amerikaans atleet (overleden 2010)
- 16 - Ove Kindvall, Zweeds voetballer (overleden 2025)
- 18 - Hans Krol, Nederlands bibliothecaris en historicus
- 18 - Genna Sosonko, Russisch-Nederlands schaakgrootmeester
- 20 - Geert-Jan Laan, Nederlands journalist en publicist (overleden 2023)
- 21 - Gerard van de Kerkhof, Nederlands voetballer (overleden 2024)
- 21 - Hilton Valentine, Brits gitarist (overleden 2021)
- 22 - Betty Williams, Noord-Iers vredesactiviste (overleden 2020)
- 22 - Nico van Zoghel, Nederlands voetballer en voetbaltrainer
- 24 - Gary Burghoff, Amerikaans acteur
- 25 - Jessi Colter, Amerikaans countryzangeres en songwriter
- 26 - Erica Terpstra, Nederlands zwemster, politica, voorzitter NOC*NSF en tv-presentatrice
- 27 - Cilla Black, Brits zangeres en presentatrice (overleden 2015)
- 31 - Rob Cerneüs, Nederlands beeldhouwer (overleden 2021)

### juni
- 1 - Richard Goode, Amerikaans pianist
- 2 - John Lilipaly, Nederlands politicus (overleden 2022)
- 3 - Werner Lihsa, Oost-Duits voetballer
- 5 - Jyotindra Jain, Indiaas hoogleraar kunstgeschiedenis en cultuurgeschiedenis en museologie
- 6 - Joop van Riessen, Nederlands politiecommissaris en schrijver
- 8 - William Calley, Amerikaans oorlogsmisdadiger (overleden 2024)
- 8 - Tomas Lieske, Nederlands schrijver en dichter
- 9 - John Fitzpatrick, Brits autocoureur
- 9 - Charles Saatchi, Brits zakenman en kunstverzamelaar
- 10 - Pieter van Empelen, Nederlands pianist, acteur, cabaretier, componist en tekstschrijver (overleden 2017)
- 10 - Arif Hasan, Pakistaans architect, sociaalfilosoof en dichter
- 10 - Henk Wery, Nederlands voetballer
- 11 - Antônio Wilson Vieira Honório, Braziliaans voetballer, bekend als Coutinho (overleden 2019)
- 11 - Henry Hill, Amerikaans gangster (overleden 2012)
- 12 - Vitalij Chmelnytskyj, Sovjet-Oekraïens voetballer (overleden 2019)
- 14 - Piet Keizer, Nederlands voetballer (overleden 2017)
- 14 - John Miles, Brits autocoureur (overleden 2018)
- 15 - Jan Donkers, Nederlands popjournalist, radiomaker en schrijver
- 15 - Johnny Hallyday, Frans zanger en acteur (overleden 2017)
- 15 - Truus Hennipman, Nederlands atlete (overleden 2024)
- 15 - Xaviera Hollander, Nederlands zakenvrouw
- 15 - Poul Nyrup Rasmussen, Deens politicus
- 16 - Guy Stas, Belgisch atleet
- 17 - Newt Gingrich, Amerikaans politicus
- 17 - Barry Manilow, Amerikaans zanger
- 18 - Éva Marton, Hongaars operazangeres
- 20 - Édson Cegonha, Braziliaans voetballer (overleden 2015)
- 21 - Brian Sternberg, Amerikaans atleet (overleden 2013)
- 22 - Klaus Maria Brandauer, Oostenrijks acteur
- 22 - Brit Hume, Amerikaans journalist en presentator
- 23 - Klaus Horstmann-Czech, Duits beeldhouwer (overleden 2022)
- 24 - Carole Caldwell-Graebner, Amerikaans tennisspeelster (overleden 2008)
- 25 - Bill Moggridge, Brits industrieel ontwerper (overleden 2012)
- 25 - Carly Simon, Amerikaans singer-songwriter
- 26 - Georgie Fame (= Clive Powell), Brits r&b- en jazzzanger
- 26 - Foppe de Haan, Nederlands voetbaltrainer
- 27 - Harm Ottenbros, Nederlands wielrenner (overleden 2022)
- 29 - Little Eva, Amerikaans zangeres (overleden 2003)

### juli
- 1 - Johan Bontekoe, Nederlands zwemmer (overleden 2006)
- 3 - Judith Durham, Australisch singer-songwriter (overleden 2022)
- 4 - Geraldo Rivera, Amerikaans journalist en presentator
- 5 - Robbie Robertson, Canadees muzikant (onder andere The Band) (overleden 2023)
- 7 - Toto Cutugno, Italiaans zanger (overleden 2023)
- 7 - Paul Ovink, Nederlands schilder en grafisch kunstenaar (overleden 2020)
- 8 - Bessel van der Kolk, Nederlands-Amerikaans psychiater en hoogleraar
- 10 - Arthur Ashe, Amerikaans tennisser (overleden 1993)
- 11 - Oscar D'Léon, Venezolaans zanger en bassist
- 11 - Howard Gardner, Amerikaans psycholoog
- 11 - David Luteijn,  Nederlands politicus (VVD) (overleden 2022)
- 11 - Rolf Stommelen, Duits autocoureur (overleden 1983)
- 12 - Christine McVie, Brits zangeres, keyboardspeler en songwriter (overleden 2022)
- 12 - Driek van Wissen, Nederlands dichter en leraar (overleden 2010)
- 13 - Kees Koster, Nederlands informaticus en hoogleraar (overleden 2013)
- 14 - Mariëlle Fiolet, Nederlands actrice
- 14 - Christopher Priest, Brits (sciencefiction)schrijver (overleden 2024)
- 16 - Reinaldo Arenas, Cubaans schrijver (overleden 1990)
- 20 - Wendy Richard, Engels actrice (overleden 2009)
- 21 - Jan Tuttel, Nederlands natuuractivist, columnist, publicist en televisiepresentator/programmamaker (overleden 2006)
- 22 - Chas Gerretsen, Nederlands fotograaf
- 22 - Bobby Sherman, Amerikaans zanger, liedjesschrijver en acteur (overleden 2025)
- 23 - Charles Geerts, Nederlands ondernemer (overleden 2024)
- 24 - Ljoedmila Bragina, Sovjet-Russisch atlete
- 26 - Peter Hyams, Amerikaans filmregisseur, scenarioschrijver en cameraman
- 26 - Mick Jagger, Brits zanger (The Rolling Stones)
- 26 - Herbert Noord, Nederlands hammondorganist (overleden 2022)
- 27 - Edgar Azzopardi, Maltees voetbalscheidsrechter
- 27 - Max Jean, Frans autocoureur
- 28 - Richard 'Rick' Wright, Brits toetsenist (Pink Floyd) (overleden 2008)
- 29 - Michael Holm, Duits zanger
- 29 - Ingrid Krämer, Oost-Duits schoonspringster
- 30 - Will Luikinga, Nederlands radio-dj en tv-presentator
- 31 - Roberto Miranda, Braziliaans voetballer

### augustus
- 2 - Hans van Agt, Nederlands  politicus (overleden 2024)
- 2 - Trudy Labij, Nederlands actrice
- 2 - Jeltje van Nieuwenhoven, Nederlands politica
- 2 - Max Wright, Amerikaans acteur (overleden 2019)
- 3 - Christina, Zweeds prinses
- 5 - Jean-Jacques de Granville, Frans botanicus (overleden 2022)
- 5 - Rudy Polanen, Surinaams dominee en mensenrechtenactivist (overleden 2008)
- 5 - Leo Voormolen, Nederlands beeldend kunstenaar (overleden 2008)
- 7 - Mieke Jaapies, Nederlands kanovaarster
- 9 - Lubomir Kavalek, Tsjechisch schaker (overleden 2021)
- 9 - Ken Norton, Amerikaans bokser (overleden 2013)
- 10 - Louis Brus, Amerikaans scheikundige en Nobelprijswinnaar
- 10 - Ronnie Spector, Amerikaans zangeres (overleden 2022)

- 11 - John Raymond Henry,  Amerikaans beeldhouwer (overleden 2022)
- 11 - Pervez Musharraf, Pakistaans militair en politicus; president 2001-2008 (overleden 2023)
- 11 - Denis Payton, Engels saxofonist (overleden 2006)
- 11 - Dieter Schubert, Oost-Duits roeier
- 14 -Jon McBride, Amerikaans astronaut (overleden 2024)
- 14 - Herman Vanspringel, Belgisch wielrenner (overleden 2022)
- 14 - Charles Wolfe, Amerikaans musicoloog (overleden 2006)
- 15 - Miguel Rodríguez Orejuela, Colombiaans drugscrimineel
- 17 - Karel Biddeloo, Vlaams stripauteur (overleden 2004)
- 17 - Robert De Niro, Amerikaans filmacteur
- 18 - Edwin Hawkins, Amerikaans gospelzanger en -componist (overleden 2018)
- 18 - Manuela, Duits zangeres (overleden 2001)
- 18 - Martin Mull, Amerikaans acteur en scenarioschrijver (overleden 2024)
- 18 - Roberto Rosato, Italiaans voetballer (overleden 2010)
- 19 - Don Fardon, Brits zanger
- 22 - Masatoshi Shima, Japans schei- en natuurkundige
- 23 - Roué Hupsel, Surinaams presentator en schrijver (overleden 2023)
- 26 - Dori Caymmi, Braziliaans zanger, gitarist, componist, arrangeur en muziekproducent
- 28 - Miep Brons, Nederlands zakenvrouw (overleden 2016)
- 28 - David Soul, Amerikaans-Brits acteur (overleden 2024)
- 29 - Dick Halligan, Amerikaans trombonist, componist en arrangeur (overleden 2022)
- 30 - Robert Crumb, Amerikaans striptekenaar
- 30 - Altovise Gore, Amerikaans actrice (overleden 2009)
- 30 - Jean-Claude Killy, Frans alpineskiër
- 30 - Uwe Sauer, Duits ruiter
- 30 - David Maslanka, Amerikaans componist

### september
- 2 - Francisco Gil Díaz, Mexicaans econoom
- 2 - Hans-Ulrich Grapenthin, Oost-Duits voetballer
- 2 - Đorđe Novković, Kroatische songwriter (overleden 2007)
- 2 - Joe Simon, Amerikaans soul- en r&b-zanger (overleden 2021)
- 3 - Andrew Jennings, Brits onderzoeksjournalist (overleden 2022)
- 3 - Valerie Perrine, Amerikaans model en actrice
- 3 - Valère Vautmans, Vlaams politicus (overleden 2007)
- 5 - Mike Barrett, Amerikaans basketballer (overleden 2011)
- 6 - Roger Waters, Brits bassist en zanger (Pink Floyd)
- 7 - Lena Valaitis, Litouws-Duits schlagerzangeres
- 8 - Marnix Kappers, Nederlands acteur en televisiepresentator (overleden 2016)
- 10 - Hoos Blotkamp, Nederlands kunsthistoricus en museumdirecteur (overleden 2014)
- 10 - Horst-Dieter Höttges, Duits voetballer (overleden 2023)
- 11 - Horacio Morales, Filipijns econoom en politicus (overleden 2012)
- 12 - Kurt Demmler, Duits singer-songwriter (overleden 2009)
- 12 - Michael Ondaatje, Canadees schrijver
- 12 - Hannemieke Stamperius, Nederlands schrijfster (Hannes Meinkema, Justa Abbing) en feministe (overleden 2022)
- 16 - Oskar Lafontaine, Duits politicus
- 17 - Samuel Durrance, Amerikaans ruimtevaarder (overleden 2023)
- 19 - Dirk du Toit, Zuid-Afrikaans politicus (overleden 2009)
- 20 - Sani Abacha, Nigeriaans dictator (overleden 1998)
- 20 - Marjon Brandsma, Nederlands actrice (overleden 2024)
- 21 - Jerry Bruckheimer, Amerikaans filmproducent
- 22 - Jaak Gabriëls, Belgisch politicus {overleden 2024)
- 23 - Julio Iglesias, Spaans zanger
- 23 - Antonio Tabucchi, Italiaans schrijver, vertaler en literatuurwetenschapper (overleden 2012)
- 23 - Mark Tseitlin, Russisch-Israëlisch schaakgrootmeester (overleden 2022)
- 23 - Martha Vonk-van Kalker, Nederlands PvdA-politica (overleden 2022)
- 25 - Robert Gates, Amerikaans minister van Defensie
- 25 - Robert Walden, Amerikaans acteur, filmregisseur en scenarioschrijver
- 26 - Tim Schenken, Australisch autocoureur
- 26 - Rosa Sels, Belgisch wielrenster
- 27 - Amadeus van Savoye, Italiaans hertog (overleden 2021)
- 28 - Marcel Colla, Belgisch politicus
- 29 - Abdul Koroma, Sierra Leoons diplomaat en rechter
- 29 - Wolfgang Overath, Duits voetballer
- 29 - Nicole Rodrigue, Canadees componiste en muziekpedagoge (overleden 2010)
- 29 - Lech Wałęsa, Pools politicus, president en winnaar van de Nobelprijs voor de Vrede

### oktober
- 2 - Paul Van Himst, Belgisch voetballer en voetbaltrainer
- 4 - Owen Davidson, Australisch tennisser (overleden 2023)
- 5 - Ivan Davidov, Bulgaars voetballer (overleden 2015)
- 5 - Steve Miller, Amerikaans zanger (Steve Miller Band)
- 5 - Inna Tsjoerikova, Russisch actrice (overleden 2023)
- 6 - Peter Dowding, 24e premier van West-Australië
- 6 - Cees Veerman, Nederlands zanger, componist en gitarist van The Cats (overleden 2014)
- 7 - Ad van Denderen, Nederlands fotograaf
- 7 - Oliver North, Amerikaans militair en afgezant Iran-Contra-affaire)
- 8 - Chevy Chase, Amerikaans acteur en komiek
- 9 - Peter Faber, Nederlands acteur
- 10 - Tuur De Weert, Vlaams acteur
- 11 - Ton Lebbink, Nederlands dichter en drummer (overleden 2017)
- 11 - John Nettles, Engels acteur
- 12 - Jakob "Köbi" Kuhn, Zwitsers voetballer en voetbalcoach (overleden 2019)
- 12 - Bertil Roos, Zweeds autocoureur (overleden 2016)
- 13 - Siegfried Kirschen, (Oost-)Duits voetbalscheidsrechter (overleden 2024)
- 14 - George Smith, Schots voetbalscheidsrechter (overleden 2019)
- 15 - Stanley Fischer, Israëlisch-Amerikaans econoom en bankier (overleden 2025)
- 17 - Gerrit van Bakel, Nederlands kunstenaar (overleden 1984)
- 18 - Andrej Bajuk, Sloveens econoom en politicus (overleden 2011)
- 21 - Jos Waals, Nederlands burgemeester (overleden 2021)
- 22 - Jan de Bont, Nederlands filmregisseur (onder andere Speed)
- 22 - Catherine Deneuve, Frans actrice en filmproducente
- 22 - Robert Long, Nederlands zanger, cabaretier, columnist en televisiepresentator (overleden 2006)
- 22 - Wolfgang Thierse, Duits politicus
- 23 - Vincent Mauro, Amerikaans voetbalscheidsrechter
- 23 - Rienk Onsman, Nederlands voetballer (overleden 2011)
- 24 - Maarten van Rossem, Nederlands historicus en tv-persoonlijkheid
- 26 - Ad Wilschut, Nederlands drummer
- 28 - Pim Doesburg, Nederlands voetballer (overleden 2020)
- 28 - Conny Froboess, Duits zangeres
- 28 - Jimmy McRae, Schots rallyrijder
- 28 - Kenneth Montgomery, Brits dirigent (overleden 2023)
- 29 - Hennie Ardesch, Nederlands voetballer (overleden 2019)
- 31 - Elliott Forbes-Robinson, Amerikaans autocoureur
- 31 - Pierre-William Glenn, Frans cameraman en filmregisseur (overleden 2024)
- 31 - Anton Phillips, Brits acteur

### november
- 1 - Salvatore Adamo, Belgisch-Italiaans zanger
- 1 - Alfio Basile, Argentijns voetballer en trainer
- 3 - Guus Luijters, Nederlands schrijver en journalist (overleden 2025)
- 4 - André Boonen, Belgisch atleet
- 5 - Sam Shepard, Amerikaans toneelschrijver en acteur (overleden 2017)
- 6 - Piet de Zoete, Nederlands voetballer (overleden 2023)
- 7 - Khalifa Haftar, Libanees krijgsheer
- 7 - Joni Mitchell, Amerikaans zangeres
- 7 - Wim Noordhoek, Nederlands radiomaker, journalist en auteur
- 8 - Martin Peters, Engels voetballer (overleden 2019)
- 9 - Michael Kunze, Duits scenarioschrijver en liedschrijver
- 9 - Josua Ossendrijver, Nederlands schrijver en uitgever
- 10 - Eldridge Wayne Coleman (Superstar Billy Graham), Amerikaans professioneel worstelaar (overleden 2023)
- 10 - Ger Kockelkorn, Nederlands politicus
- 11 - Jorien van den Herik, Nederlands ondernemer en voorzitter voetbalclub Feyenoord
- 11 - Karin Kent, Nederlands zangeres
- 12 - Roel van Aalderen, Nederlands landschapsarchitect (overleden 2013)
- 12 - Brian Hyland, Amerikaans zanger
- 12 - Richard Salter, Engels baritonzanger (overleden 2009)
- 12 - John Walker, Amerikaans zanger (overleden 2011)
- 13 -  Jay Sigel,  Amermikaans zakenman en golfspeler (overleden 2025)
- 15 - Pierre Mathieu, Nederlands volleybalcoach (overleden 2014)
- 16 - Jos Van Riel, Belgisch voetballer (overleden 2023)
- 18 - Fred van Herpen, Nederlands atleet
- 18 - Eileen Saki, Amerikaans actrice (overleden 2023)
- 20 - Veronica Hamel, Amerikaans actrice
- 22 - Mario Anni, Italiaans wielrenner
- 22 - Billie Jean King, Amerikaans tennisster
- 23 - Günther Beckstein, Duits advocaat en politicus
- 23 - Beer Wentink, Nederlands voetballer
- 24 - Douwe Breimer, Nederlands farmacoloog
- 26 - Joël Robert  Belgisch motorcrosser (overleden 2021)
- 28 - Randy Newman, Amerikaans zanger en tekstschrijver
- 30 - Oscar Harris, Nederlands-Surinaams zanger
- 30 - Thijs Wöltgens, Nederlands politicus en bestuurder (overleden 2008)

### december
- 1 - Alois Hanslian, Duits beeldend kunstenaar
- 3 - Twie Tjoa, Chinees-Indonesisch-Surinaams-Nederlands organisatiesocioloog en feminist
- 4 - Jaap van Duijn, Nederlands econoom en bestuurder
- 6 - Mike Smith, Brits zanger (The Dave Clark Five) (overleden 2008)
- 6 - Keith West, Brits zanger
- 7 - Kurt Helmudt, Deens roeier (overleden 2018)
- 7 - Sue Johnston, Brits actrice
- 7 - František Veselý, Tsjechisch voetballer (overleden 2009)
- 8 - Jim Morrison, Amerikaans zanger (The Doors), dichter en componist (overleden 1971)
- 9 - Rudy Kousbroek, Nederlands raamprostitutie-exploitant en galeriehouder (overleden 2022)
- 11 - Alain de Benoist, Frans politiek filosoof, schrijver en journalist
- 11 - John Kerry, Amerikaans politicus en presidentskandidaat
- 11 - Anne Vanderlove (Anna van der Leeuw), chansonnière (overleden 2019)
- 12 - Ray Allen, Brits autocoureur
- 12 - Gianni Russo, Amerikaans acteur
- 12 - Phyllis Somerville, Amerikaans actrice (overleden 2020)
- 14 - Henk Vreekamp, Nederlands theoloog en predikant (overleden 2016)
- 16 - Steven Bochco, Amerikaans schrijver (overleden 2018)
- 16 - Adrie Lasterie, Nederlands zwemster (overleden 1991)
- 16 - Eric Lie, Surinaams taekwondoka (overleden 2022)
- 18 - Bobby Keys, Amerikaans saxofonist (overleden 2014)
- 18 - Keith Richards, Brits gitarist (The Rolling Stones)
- 19 - Steve Miller, Brits pianist (overleden 1998)
- 21 - Aimé Anthuenis, Belgisch voetbalcoach
- 21 - André Arthur, Canadees politicus en radiopresentator (overleden 2022)
- 22 - Juan Mujica, Uruguayaans voetballer en -coach (overleden 2016)
- 22 - Silvia Sommerlath, latere koningin van Zweden
- 22 - Paul Wolfowitz, Amerikaans politicus
- 23 - Harry Shearer, Amerikaans acteur, stemacteur, muzikant
- 24 - Tarja Halonen, Fins juriste en politica
- 25 - Wilson Fittipaldi Jr., Braziliaans autocoureur (overleden 2024)
- 26 - Giancarlo Gagliardi, Italiaans autocoureur
- 26 - Dub de Vries, Nederlands organist
- 27 - Peter Sinfield, Brits dichter, schrijver en performer (overleden 2024)
- 29 - Einar Halle, Noors voetbalscheidsrechter
- 29 - Hanja Maij-Weggen, Nederlands politica (CDA)
- 30 - Hans Knoop, Nederlands journalist
- 30 - Gösta Winbergh, Zweeds tenor (overleden 2002)
- 31 - Ben Kingsley, Brits acteur (Gandhi)
- 31 - Titinga Frédéric Pacéré, Burkinees dichter, griot en jurist (overleden 2024)
- 31 - Pete Quaife, Brits basgitarist (overleden 2010)

### datum onbekend
- Elena Ferrante, Italiaans schrijfster
- Robert Gellately, Amerikaans historicus
- Gordon Marron, Amerikaans violist, pianist en componist
- Marga Neirynck, Vlaams dramaturge en hoorspelactrice (overleden 2008)
- Pieter Oussoren, Nederlands predikant en Bijbelvertaler
- Rogier Proper, Nederlands scenarioschrijver en journalist
- Joost Roelofsz, Nederlands tekenaar en illustrator
- Steven Shapin, Amerikaans wetenschapshistoricus
- Bruno Stagno, Costa Ricaans architect en hoogleraar
- Harold Temkin (Gary Knight), Amerikaans songwriter
- Erik van Zuylen, Nederlands filmregisseur en scenarioschrijver

## Weerextremen in België
- 6 april: Storm met rukwinden tot 126 km/h over het hele land.
- 13 september: Minimumtemperatuur niet onder 20 °C in Ukkel.
- 28 september: Maximumtemperatuur tot 9,2 °C in Ukkel, 7,6 °C in Gerdingen (Bree) en 6,3 °C in Wardin (Bastogne).
- 1 november: Maximumtemperatuur tot 19,2 °C in Ukkel.

Bron: KMI Gegevens Ukkel 1901-2003 met aanvullingen